# Bernay (Eure)
 Bernay  es una comuna y población de Francia, en la región de Alta Normandía, departamento de Eure. Es la subprefectura del distrito y la cabecera del cantón de su nombre.

## Demografía
Su población en el censo de 2007 era de 10.434 habitantes, 4.604 en Bernay Este y 5.830 en Bernay Oeste. Su aglomeración urbana –que incluye también Menneval- tenía una población de 11.857 habitantes.
| 5 705 | 6 271 | 6 521 | 6 332 | 6 871 | 7 244 | 7 512 | 7 362 | 7 237 | 7 566 | 7 510 | 7 281 | 7 643 | 7 989 | 8 310 | 8 016 | 7 966 | 8 159 | 8 115 | 7 883 | 7 440 | 7 587 | 7 700 | 7 783 | 8 174 | 8 798 | 9 349 | 10 009 | 10 539 | 10 548 | 10 582 | 11 024 | 10 635 | 10 434 |
| Para los censos de 1962 a 1999 la población legal corresponde a la población sin duplicidades (Fuente: INSEE [Consultar]) |       |       |       |       |       |       |       |       |       |       |       |       |       |       |       |       |       |       |       |       |       |       |       |       |       |       |        |        |        |        |        |        |        |